# BE-Bridge
BE-Bridge（ビーブリッジ、Building Equipment - Brief Integrated format for Data exchanGE）は、異なる空調衛生設備/電気設備CADシステム間で、部材属性を伴ったCADデータ交換を可能とするデータ交換仕様。

## 概要
C-CADECにより1999年に開発され、改訂が進められている。現在では、主要な空調衛生設備系CADシステムでサポートされており、配管、ダクト等の搬送系部材のCADデータ交換仕様の事実上の標準となっている。
2009年3月には最新版のBE-Bridge Ver.4.0が発表され、設備用建築部材も定義された。なお、C-CADECでは、Ver.5.0として電気設備の”電気配管”、”金属ダクト”、”ケーブルラック”および、機器の交換仕様もほぼ完成した模様。
"BE-Bridge"は設備分野における生産性の向上を目的に開発されていたデータ交換仕様で、設備機器ライブラリデータ交換仕様"Stem"（Standard for ther Exchange of Mechanical equipment library dat）とともに総合的に運用することでさらなる効果が期待できる。
C-CADEC解散に伴い建築保全センター (JACIC) に移管され、BIMライブラリ技術研究組合 (BLCJ)が引き継いでいる。

## BE-Bridge対応CAD
- CADEWA Evolution ver3.0L05（株式会社四電工）
- CADWe'll Tfas/TfasE（株式会社ダイテック）
- FILDER_PLUS V1.820（ダイキン工業株式会社）
- DesignDraft_Ver3.0.0（株式会社シスプロ）
- Rebro 2013（株式会社NYKシステムズ）
- POWERSP Ver4.0X（株式会社コモダ工業システムKMD）

## BE-Bridge関連製品
- BE-Bridgeコンバータ for ArchiCAD（グラフィソフト ArchiCAD）